# 2016-os Monte-Carlo-rali
A 2016-os Monte-Carlo-rali (hivatalosan: 84ème Rallye Automobile Monte-Carlo) volt a 2016-os rali-világbajnokság első versenye. Január 21. és 24. között került megrendezésre. A rali 16 gyorsasági szakaszból állt, melyek össztávja 377,59 kilométert tett ki. A 88 indulóból 64 ért célba.

## Történések

### A verseny előtt
A 2015-ös szezon végén a Citroën bejelentette, hogy a következő évben a 2017-es autójukat fejlesztik, így 2016-ban nem vesznek részt gyári alakulatként a bajnokságban. A Hyundai is fejlesztette autóját és egy új generációs i20-szal vágott neki az évnek.

### A rali
Az első napot a Citroënes Kris Meeke zárta az élen 6,9 másodperccel megelőzve Sébastien Ogier-t. Sokáig Jari-Matti Latvala haladt a harmadik helyen, de időt vesztett egy kővel való ütközés miatt. Ennek köszönhetően Andreas Mikkelsen zárta a napot harmadikként, mögötte Thierry Neuville és a tavalyi specifikációjú Hyundai-t vezető Hayden Paddon következett.

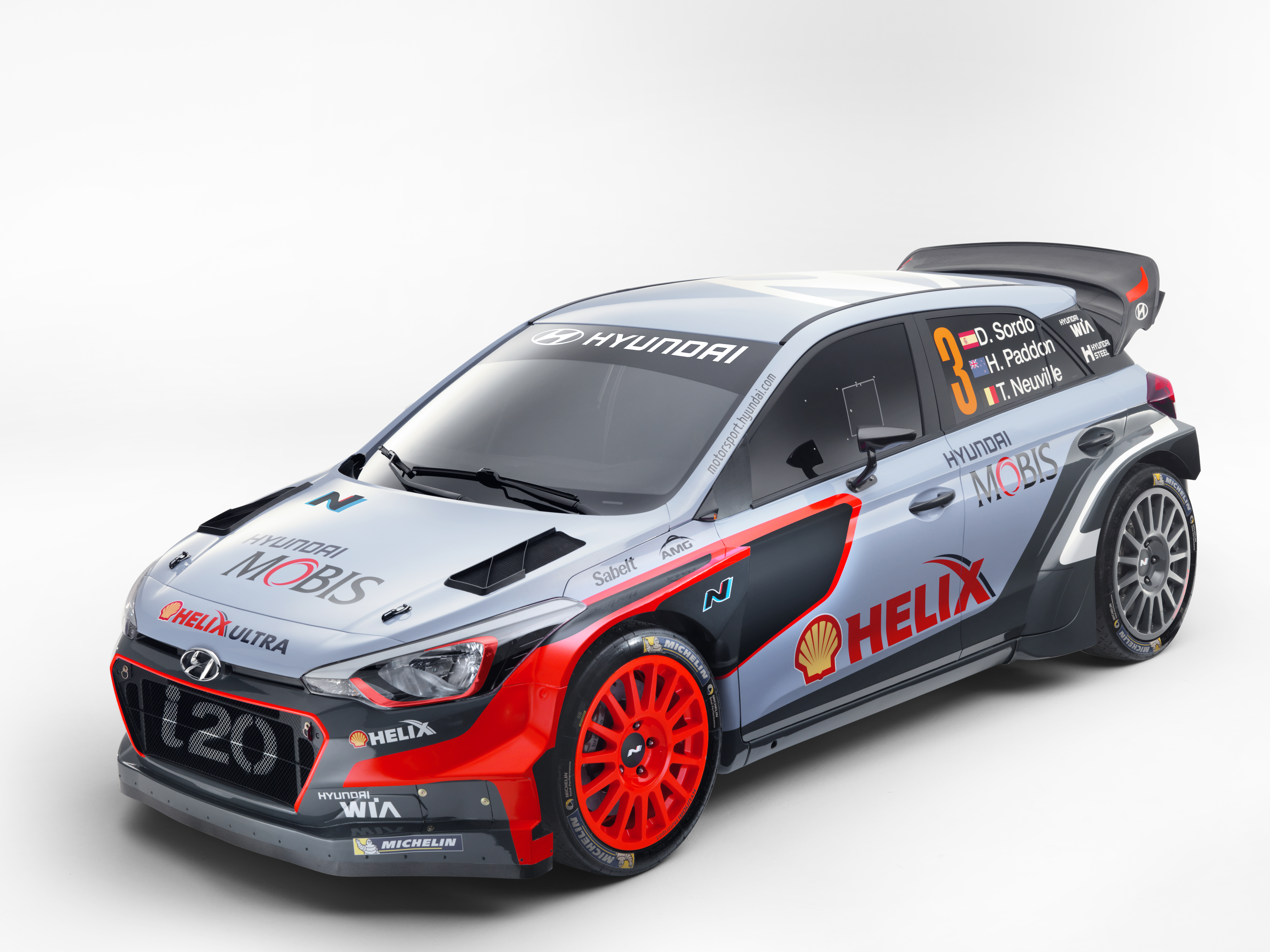
Az új generációs Hyundai i20

A második napon kezdett látszódni, hogy a végső győzelemre csupán két pilóta esélyes. A napi 6 szakszból kettőt Meeke, négyet pedig Ogier nyert meg. Kettejük között többször változott az összetettben vezető személye. A nap végére Ogier kerekedett felül, aki 9,5 másodperccel vezetett Meeke előtt. A hetedik gyorsasági szakaszon az addig harmadik helyen álló Mikkelsen megforgott, így újra Latvala haladt a harmadik helyen. Mögöttük Neuville, Østberg és Sordo volt a sorrend. A napot a nyolcadik helyen záró Citroënes Lefebvre 20 másodperces büntetést kapott, mert későn érkezett meg az egyik gyorsasági rajtjához. A nap nagy vesztese Robert Kubica volt, aki a hatodik szakaszon végezte egy árokban. Előtte az újonc Eric Camilli is ugyanott esett ki.

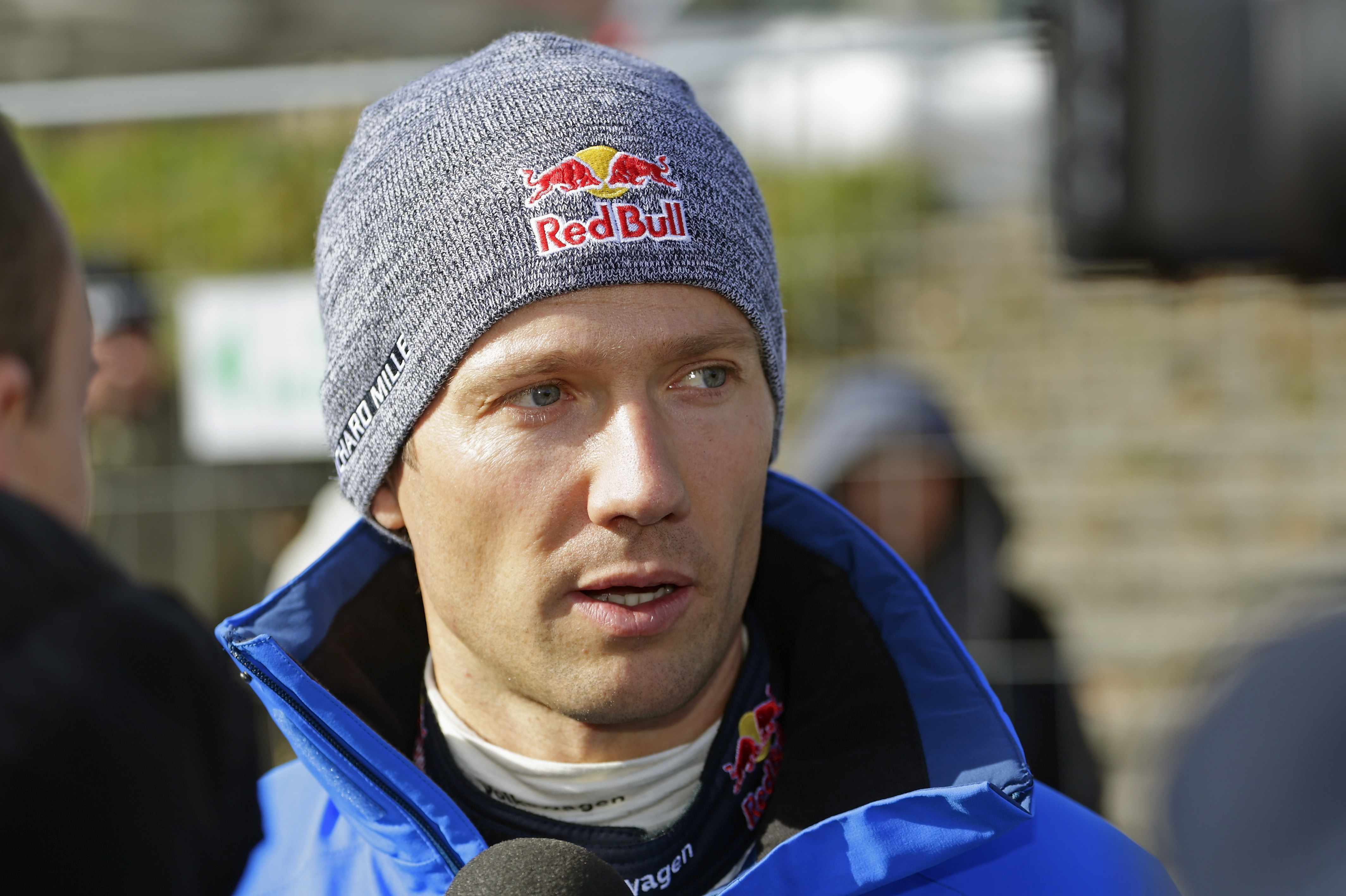
A győztes, Sébastien Ogier

A harmadik napon minden zökkenőmentesen zajlott a 11. szakaszig. Ogier üldözője, Meeke még befejezte a 12. szakaszt, majd utána elromlott a sebességváltója. Ogier is próbált neki segíteni, de Meeke-nek föl kellett adnia a versenyt. A tizenegyedik gyorsaságin Latvala egy jobbos kanyarban lesodródott az útrol, majd az árkon áthajtva talált egy egy fotóst, ezek után folytatta a versenyzést. A balesetben megsérült autót hosszabb ideig kellett javítani, így feladta a versenyt. Miután Latvala nem állt meg megnézni a fotós állapotát, a stewardok egy 5000 eurós pénzbüntetéssel és egy felfüggesztett eltiltással büntették. A két kiesés után Mikkelsen és Neuville álltak a dobogón, kettejük között mindössze 12,5 másodperc különbséggel. Ogier előnye ekkor már több, mint két perc volt.
Az utolsó napon Ogier két szakaszt is megnyert, így megnyerte a 2016-os Monte-Carlo-ralit. Mögötte Mikkelsen és Neuville végeztek. A további sorrend Østberg, Lefebvre és Sordo, aki a szuperspeciálon két pontot is tudott szerezni. Utánuk következett Ott Tänak, aki az új DMACK csapattal indult. A WRC-2-es kategóriában Elfyn Evans diadalmaskodott.

## Szakaszok
| Nap             | Szakasz | Szakasz neve                            | Hossz    | Győztes                          | Csapat                     | Idő     | Átlagsebesség | Versenyben vezető                |
| --------------- | ------- | --------------------------------------- | -------- | -------------------------------- | -------------------------- | ------- | ------------- | -------------------------------- |
| 1. (január 21.) | 1.      | Entrevaux – Val de Chalvagne - Rouaine  | 21,25 km | Sébastien Ogier Julien Ingrassia | Volkswagen Motorsport      | 12:21,9 | 103,1 km/h    | Sébastien Loeb Julien Ingrassia  |
| 1. (január 21.) | 2.      | Barles – Seyne                          | 20,38 km | Kris Meeke Paul Nagle            | Abu Dhabi World Rally Team | 13:06,1 | 93,3 km/h     | Kris Meeke Paul Nagle            |
| 2. (január 22.) | 3.      | Corps – La Salle en Beaumont 1          | 14,65 km | Sébastien Ogier Julien Ingrassia | Volkswagen Motorsport      | 8:07,5  | 108,2 km/h    | Kris Meeke Paul Nagle            |
| 2. (január 22.) | 4.      | Aspres les Corps – Chauffayer 1         | 25,78 km | Kris Meeke Paul Nagle            | Abu Dhabi World Rally Team | 13:55,9 | 111,0 km/h    | Kris Meeke Paul Nagle            |
| 2. (január 22.) | 5.      | Les Costes – Chaillol 1                 | 17,82 km | Sébastien Ogier Julien Ingrassia | Volkswagen Motorsport      | 9:23,6  | 113,8 km/h    | Sébastien Ogier Julien Ingrassia |
| 2. (január 22.) | 6.      | Corps – La Salle en Beaumont 2          | 14,65 km | Sébastien Ogier Julien Ingrassia | Volkswagen Motorsport      | 8:05,4  | 108,7 km/h    | Sébastien Ogier Julien Ingrassia |
| 2. (január 22.) | 7.      | Aspres les Corps – Chauffayer 2         | 25,78 km | Kris Meeke Paul Nagle            | Abu Dhabi World Rally Team | 14:16,9 | 108,3 km/h    | Kris Meeke Paul Nagle            |
| 2. (január 22.) | 8.      | Les Costes – Chaillol 2                 | 17,82 km | Sébastien Ogier Julien Ingrassia | Volkswagen Motorsport      | 9:31,3  | 112,3 km/h    | Sébastien Ogier Julien Ingrassia |
| 3. (január 23.) | 9.      | Lardier et Valenca – Faye 1             | 51,55 km | Sébastien Ogier Julien Ingrassia | Volkswagen Motorsport      | 30:47,8 | 100,4 km/h    | Sébastien Ogier Julien Ingrassia |
| 3. (január 23.) | 10.     | St Léger Les Mélèzes – Le Bâtie Neuve 1 | 17,13 km | Andreas Mikkelsen Anders Jæger   | Volkswagen Motorsport II   | 12:01,3 | 85,5 km/h     | Sébastien Ogier Julien Ingrassia |
| 3. (január 23.) | 11.     | Lardier et Valenca – Faye 2             | 51,55 km | Kris Meeke Paul Nagle            | Abu Dhabi World Rally Team | 30:26,6 | 101,6 km/h    | Sébastien Ogier Julien Ingrassia |
| 3. (január 23.) | 12.     | St Léger Les Mélèzes – La Bâtie Neuve 2 | 17,13 km | Thierry Neuville Nicolas Gilsoul | Hyundai Motorsport         | 11:39,6 | 88,1 km/h     | Sébastien Ogier Julien Ingrassia |
| 3. (január 23.) | 13.     | Sisteron – Thoard                       | 36,60 km | Thierry Neuville Nicolas Gilsoul | Hyundai Motorsport         | 22:55,4 | 95,8 km       | Sébastien Ogier Julien Ingrassia |
| 4. (január 24.) | 14.     | Col de l’Orme – St Laurent 1            | 12,07 km | Sébastien Ogier Julien Ingrassia | Volkswagen Motorsport      | 8:15,0  | 87,8 km/h     | Sébastien Ogier Julien Ingrassia |
| 4. (január 24.) | 15.     | La Bollène Vésubie – Peira Cava         | 21,36 km | Andreas Mikkelsen Anders Jæger   | Volkswagen Motorsport II   | 14:09,2 | 90,6 km/h     | Sébastien Ogier Julien Ingrassia |
| 4. (január 24.) | 16.     | Col de l’Orme – St Laurent 2            | 12,07 km | Sébastien Ogier Julien Ingrassia | Volkswagen Motorsport      | 8:09,6  | 88,8 km/h     | Sébastien Ogier Julien Ingrassia |

### Szuperspeciál (Power Stage)
| Helyezés | Versenyző         | Idő    | Különbség | Átlagsebesség | Pont |
| -------- | ----------------- | ------ | --------- | ------------- | ---- |
| 1.       | Sébastien Ogier   | 8:09,6 | –         | 88,8 km/h     | 3    |
| 2.       | Dani Sordo        | 8:11,0 | +1,4      | 88,5 km/h     | 2    |
| 3.       | Andreas Mikkelsen | 8:15,5 | +5,9      | 87,7 km/h     | 1    |

## Végeredmény

### WRC
| H.  | #   | Versenyző         | Navigátor         | Csapat                                | Autó                  | Kategória | Idő       |
| --- | --- | ----------------- | ----------------- | ------------------------------------- | --------------------- | --------- | --------- |
| 1.  | #1  | Sébastien Ogier   | Julien Ingrassia  | Volkswagen Motorsport                 | Volkswagen Polo R WRC | WRC       | 3:49:53,1 |
| 2.  | #9  | Andreas Mikkelsen | Anders Jæger      | Volkswagen Motorsport II              | Volkswagen Polo R WRC | WRC       | + 1:54,5  |
| 3.  | #3  | Thierry Neuville  | Nicolas Gilsoul   | Hyundai Motorsport                    | Hyundai i20 WRC       | WRC       | + 3:17,9  |
| 4.  | #5  | Mads Østberg      | Ola Fløene        | M-Sport World Rally Team              | Ford Fiesta RS WRC    | WRC       | + 4:47,7  |
| 5.  | #8  | Stéphane Lefebvre | Gabin Moreau      | Abu Dhabi Total World Rally Team      | Citroën DS3 WRC       | WRC       | + 7:35,6  |
| 6.  | #4  | Dani Sordo        | Marc Martí        | Hyundai Motorsport                    | Hyundai i20 WRC       | WRC       | + 10:35,5 |
| 7.  | #12 | Ott Tänak         | Raigo Mõlder      | DMACK World Rally Team                | Ford Fiesta RS WRC    | WRC       | + 11:39,9 |
| 8.  | #35 | Elfyn Evans       | Craig Parry       | M-Sport World Rally Team              | Ford Fiesta R5 WRC    | WRC-2     | + 11:39,9 |
| 9.  | #48 | Esapekka Lappi    | Janne Ferm        | Škoda Motorsport                      | Škoda Fabia R5        | WRC-2     | + 11:39,9 |
| 10. | #32 | Armin Kremer      | Pirmin Winklhofer | BRR Baumschlager Rallye & Racing Team | Škoda Fabia R5        | WRC-2     | + 11:39,9 |

### WRC-2
| H.  | #   | Versenyző               | Navigátor         | Csapat                              | Autó                    | Kategória | Idő       |
| --- | --- | ----------------------- | ----------------- | ----------------------------------- | ----------------------- | --------- | --------- |
| 1.  | #35 | Elfyn Evans             | Craig Parry       | M-Sport World Rally Team            | Ford Fiesta R5          | WRC-2     | 4:08:23,9 |
| 2.  | #35 | Armin Kremer            | Pirmin Winklhofer | BRR Baumschlager Rally & Rally Team | Škoda Fabia R5          | WRC-2     | + 2:13,1  |
| 3.  | #40 | Quentin Gilbert         | Renaud Jamoul     | DG Sport                            | Citroën DS3 R5          | WRC-2     | + 2:34,2  |
| 4.  | #34 | Quentin Giordano        | Valentin Sarreaud | PH Sport                            | Citroën DS3 R5          | WRC-2     | + 6:32,6  |
| 5.  | #41 | Yoann Bonato            | Denis Giraudet    | CHL Sport Auto                      | Citroën DS3 R5          | WRC-2     | + 11:45,7 |
| 6.  | #42 | José Antonio Suárez     | Cándido Carrera   | Peugeot Rally Academy               | Peugeot 208 T16 R5      | WRC-2     | + 18:18,3 |
| 7.  | #46 | Hubert Ptaszek          | Kamil Kozdroń     | The Ptock                           | Škoda Fabia R5          | WRC-2     | + 21:51,8 |
| 8.  | #47 | Lámbrosz Athanasszúlasz | Nikólaosz Zakéosz | Laskaris Foundation Team Greece     | Škoda Fabia R5          | WRC-2     | + 26:24,4 |
| 9.  | #46 | Simone Tempestini       | Matteo Chiarcossi | Napoca Rally Academy                | Ford Fiesta R5          | WRC-2     | + 42:34,8 |
| 10. | #38 | Alain Foulon            | Bernard Ferro     | Heuvel Motorsport                   | Mitsubishi Lancer Evo X | WRC-2     | + 52:32,2 |

### WRC-3
| H. | #   | Versenyző           | Navigátor         | Csapat                       | Autó            | Kategória | Idő       |
| -- | --- | ------------------- | ----------------- | ---------------------------- | --------------- | --------- | --------- |
| 1. | #61 | Ole Christian Velby | Jonas Andersson   | Printsport Oy                | Citroën DS3 R3T | WRC-3     | 4:30:42,9 |
| 2. | #64 | Jordan Berfa        | Damien Augustin   | Peugeot Rally Academy        | Peugeot 208 R2  | WRC-3     | + 3:46,6  |
| 3. | #62 | Fabio Andolfi       | Manuel Fenoli     | ACI Team Italia              | Peugeot 208 R2  | WRC-3     | + 4:29,6  |
| 4. | #63 | Damiano De Tommaso  | Massimiliano Bosi | ACI Team Italia              | Peugeot 208 R2  | WRC-3     | + 6:11,6  |
| 5. | #68 | Vincent Dubert      | Sébastien Poujol  | AFC Racing                   | Citroën DS3 R3T | WRC-3     | + 15:58,7 |
| 6. | #65 | Martin Koči         | Lukáš Kostka      | Styllex Slovak National Team | Citroën DS3 R3T | WRC-3     | + 18:31,5 |
| 7. | #69 | Enrico Brazzoli     | Maurizio Barone   | Vieffe Corse srl             | Peugeot 208 R2  | WRC-3     | + 25:52,0 |
| 8. | #66 | Michel Fabre        | Maxime Vilmot     | Saintéloc Junior Team        | Citroën DS3 R3T | WRC-3     | + 29:41,7 |
| 9. | #67 | Igor Giusti         | Patrick Chiappe   | Igor Giusti                  | Peugeot 208 R2  | WRC-3     | + 35:19,3 |